# Helmintózy ptáků
Helmintózy představují onemocnění vyvolávané parazitujícími červy (helminty). U ptáků to jsou nejčastěji hlístice (Nematoda), vrtejši (Acanthocephala), motolice (Trematoda) a tasemnice (Cestoda). Obecně se s helminty setkáváme spíše u ptáků volně žijících či přicházejících do přímého kontaktu s vnějším prostředím (polointenzivní chov drůbeže s výběhy anebo s přístupem k vodní tokům, drobnochovy, bažantnice, ptáci v zoologických zahradách či oblíbení ptáci chovaní ve voliérách apod.), než v intenzivních chovech drůbeže. Klinicky zjevná onemocnění (helmintózy) a s nimi související i případné hospodářské ztráty u drůbeže se vyskytují ojediněle a jsou většinou omezeny na silné infekce helminty u mladých ptáků nebo ptáků oslabených (konkurentní infekce, stresy, imunosuprese, nedostatečná zoohygiena a výživa apod.). Podle původců se helmintózy rozlišují na nematodózy, akantocefalózy, trematodózy a cestodózy.